# نادولانه
نادولانه (به لاتین: Nadolany) یک روستا در لهستان است که در گمینا بوکووسکو واقع شده‌است. نادولانه ۶٫۸ کیلومتر مربع مساحت و ۶۰۰ نفر جمعیت دارد و ۲۷۰ متر بالاتر از سطح دریا واقع شده‌است.